# UGC 124
UGC 124 es una galaxia espiral localizada en la constelación de Andrómeda.